# بوب لانغ
بوب لانغ (بالإنجليزية: Bob Lang)‏ هو لاعب كرة قدم أمريكية أمريكي، ولد في 1 أكتوبر 1892 في Waverly, Georgia ‏ في الولايات المتحدة، وتوفي في 19 سبتمبر 1966 في أتلانتا في الولايات المتحدة.